# Пятьдесят центов (Гонконг)

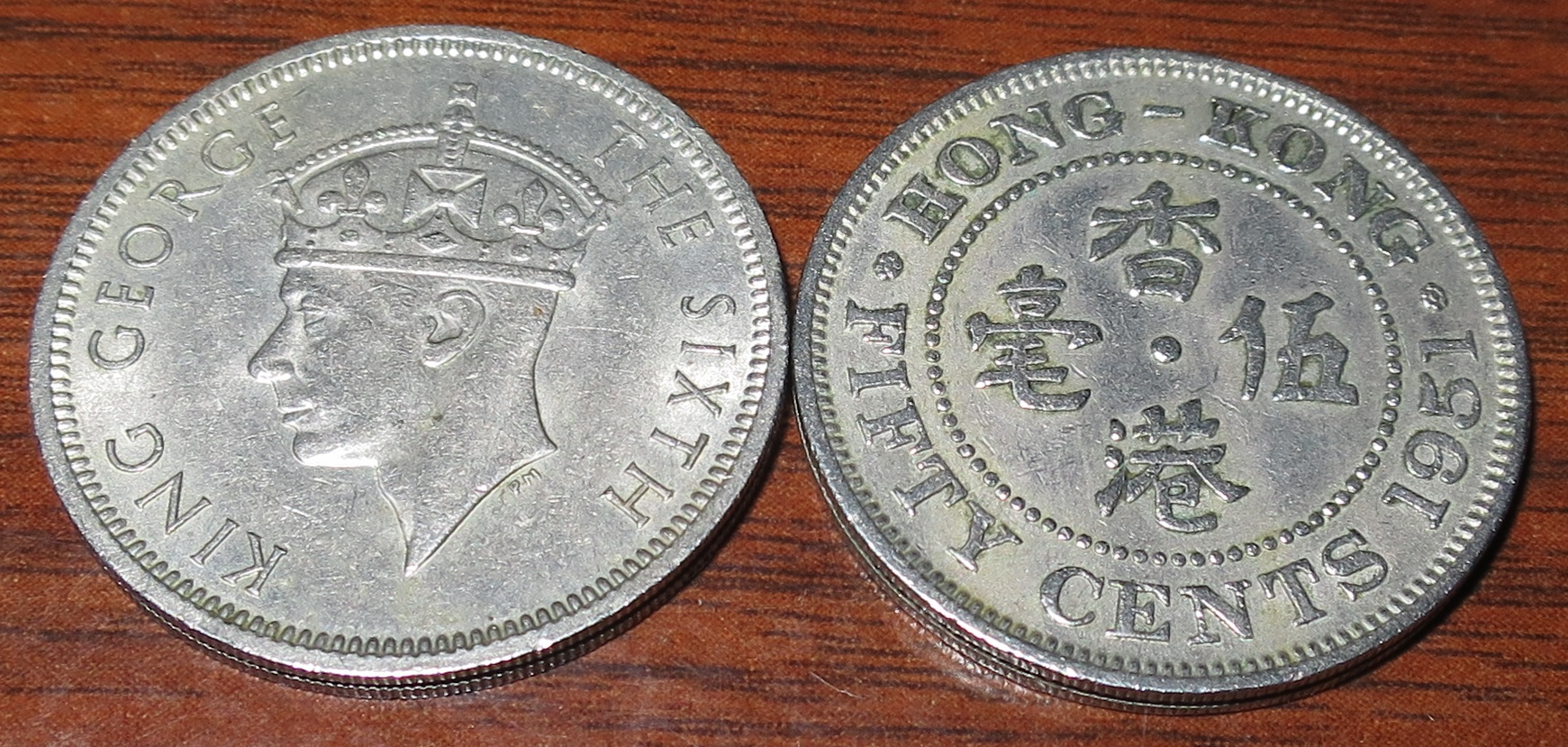
50 гонконгских центов короля Георга VI, 1951 год

Гонконгские пятьдесят центов (50¢) — разменная единица гонконгского доллара, равная одной второй доллара.

## История выпуска
Изначально (с 1866 года) пятидесяти центовая монета чеканилась из 90 процентного серебра . В диамете она была 32 мм, толщиной 2 мм и весом 13,34 грамм и имела рифлёный гурт. Дизайн монеты схож с Британским Торговым Долларом (инг. Trade dollar), изображающим Британию, оно было замещено изображением Королевы Виктории. В период 1866—1867 годы было отчеканено 59 000 монет (в год).
С 1890 года начинается второй этап выпуска данного номинала. Монеты чеканились в 1890—1894, 1902, 1904—1905 годах. В диамете монета была 30,5 мм, толщиной 2 мм и весом 13,48 грамм и имела рифлёный гурт. А сплав серебра стал 80 процентным.
Позднее, в 1951 году, монета была вновь иземенена. Сплав стал медно-никелевым. Характеристики: диаметр — 23,5 мм, вес — 5,81 г, толщина — 2 мм. До 1971 года у монеты не было особых защитных признаков кроме ребристого гурта.
В 1977 году был выпуск монет меньшего размера.